# 5264 Telephus
5264 Telephus eller 1991 KC är en trojansk asteroid i Jupiters lagrangepunkt L4. Den upptäcktes 17 maj 1991 av det amerikanska astronom paret Eugene M. och Carolyn S. Shoemaker vid Palomar-observatoriet. Den är uppkallad efter Telephus, i den grekiska mytologin.
Asteroiden har en diameter på ungefär 68 kilometer.